# Joanna Trąbska
Joanna Trąbska – polska doktor habilitowana geologii, profesor uczelni w Instytucie Archeologii Uniwersytetu Rzeszowskiego.

## Życiorys
W 1990 r. ukończyła studia magisterskie na Wydziale Geologiczno-Poszukiwawczym AGH w Krakowie, broniąc rozprawę pt. „Mineralogia czarnych łupków Ziemi Wedel-Jarlsberga, SW Spitsbergen”. W 1999 r. uzyskała stopień doktora geologii na podstawie rozprawy pt. Studium mineralogiczno-chemiczne wybranych pigmentów stosowanych w malowidłach średniowiecznych Polski, przygotowanej pod kierunkiem prof. Macieja Pawlikowskiego, a w 2016 r. habilitowała się na podstawie pracy zatytułowanej Mikrostrukturalne przesłanki dla oceny pochodzenia i przetworzenia czerwonych surowców żelazistych („ochr”) na przykładzie wybranych stanowisk paleolitycznych. W międzyczasie odbyła studia podyplomowe w zakresie filozofii i etyki na Wydziale Filozoficznym Uniwersytetu Papieskiego Jana Pawła II w Krakowie, kończąc je w 2015 r.
Pracuje na stanowisku profesora uczelni w Instytucie Archeologii Uniwersytetu Rzeszowskiego, w Katedrze Archeologii Średniowiecza i Nowożytności.
Jej zainteresowania naukowe obejmują zabytki okresu paleolitu, warstwy malarskie, ceramikę i surowce mineralne używane w prehistorii, a także nowoczesne metody badania zabytków archeologicznych.